# Press to Play
Press to Play (с англ. — «Нажми, чтобы заиграло») — шестой сольный студийный альбом Пола Маккартни, выпущенный 22 августа 1986 года. После всего изданного Маккартни за три последних года (после вышедшего в 1983 Pipes of Peace) альбом вновь содержал новые песни Маккартни. Также альбом стал первым в сольной карьере Маккартни, изданным по всему миру лейблами, принадлежащими только корпорации EMI (ранее для США и Канады альбомы Маккартни издавал лейбл Columbia Records). В работе над альбомом приняли участие такие известные музыканты, как гитарист Эрик Стюарт (экс-10cc; также стал соавтором 6 из 10 песен основного трек-листа альбома), гитарист Пит Таунсенд (The Who), барабанщик Фил Коллинз (Genesis), перкуссионист Рэй Купер. Сопродюсером альбома стал Хью Пэдхам (известный по своим работам с Genesis и Филом Коллинзом).

## Об альбоме

### Создание альбома
После коммерческой неудачи в прокате фильма Передай привет Брод-стрит, Маккартни решил, что теперь настало время изменить что-то в его карьере. В попытке придать своей музыке более современное звучание, он объединился в работе с продюсером Хью Пэдхамом, снискавшим успех, записывая таких артистов и группы, как Питер Гэбриэл, Genesis, Фил Коллинз, The Police и XTC. Сессии записи Press to Play начались в марте 1985; Маккартни написал несколько новых песен, многие из них совместно с экс-гитаристом группы «10cc» Эриком Стюартом. В работе над альбомом Маккартни помогали приглашенные им такие известные музыканты, как Пит Таунсенд (The Who), барабанщик и вокалист Фил Коллинз (Genesis), перкуссионист Рэй Купер, Эдди Рэйнер (клавишник группы Split Enz) и сам Эрик Стюарт.
Альбом не был закончен до конца года, и за это время была издана только одна песня из записанных — титульная песня для фильма Шпионы, как мы (англ. Spies Like Us), созданная совместно с продюсером Филом Рамоном. Песня «Spies Like Us» была выпущена 18 ноября 1985 на внеальбомном сингле, на стороне «Б» сингла была помещена записанная Wings ещё в 1975, во время записи альбома Venus and Mars, песня «My Carnival»; сингл попал в десятку американских хитов и подготовил у публики и критиков почву для ожиданий выпуска альбома Press to Play.

### Обложка альбома
Фотография, помещённая на обложку альбома, была сделана фотографом Джорджем Харреллом, причём он использовал для съёмки тот же фотоаппарат, которым снимал голливудских кинозвёзд в 1930-х и 1940-х.

### Переиздание
В 1993 Press to Play был ремастирован и переиздан на CD как часть серии The Paul McCartney Collection; бонус-треками были добавлены хит 1985 года «Spies Like Us» и альтернативный микс имевшей успех в Великобритании в 1987 песни «Once Upon a Long Ago».

## Синглы
«Press», быстрая поп-песня, была выпущена на сингле в июле 1986 и смогла попасть только в 30 лучших в Великобритании и США. Сам альбом Press to Play был выпущен в конце августа 1986, получил благоприятные отзывы в обзорах, но оказался самым плохо продаваемым альбомом в карьере Маккартни. Достигнув в Великобритании в пике 8-го места, нахождение альбома в британском чарте оказалось недолгим; в США альбом достиг лишь 30-го места и было продано лишь 250 тысяч копий. Выпущенные позже (в октябре и декабре 1986) синглы «Pretty Little Head» и «Only Love Remains» также продавались плохо.

## Список композиций
Все песни написаны Полом Маккартни и Эриком Стюартом, кроме отмеченных особо.
| №  | Название                         | Автор(ы)  | Длительность |
| -- | -------------------------------- | --------- | ------------ |
| 1. | «Stranglehold»                   |           | 3:36         |
| 2. | «Good Times Coming/Feel the Sun» | Маккартни | 4:44         |
| 3. | «Talk More Talk»                 | Маккартни | 5:18         |
| 4. | «Footprints»                     |           | 4:32         |
| 5. | «Only Love Remains»              | Маккартни | 4:13         |

| №   | Название             | Автор(ы)  | Длительность |
| --- | -------------------- | --------- | ------------ |
| 6.  | «Press»              | Маккартни | 4:43         |
| 7.  | «Pretty Little Head» |           | 5:14         |
| 8.  | «Move Over Busker»   |           | 4:05         |
| 9.  | «Angry»              |           | 3:36         |
| 10. | «However Absurd»     |           | 4:56         |

| №   | Название               | Автор(ы)  | Длительность |
| --- | ---------------------- | --------- | ------------ |
| 11. | «Write Away»           |           | 3:00         |
| 12. | «It's Not True»        | Маккартни | 5:53         |
| 13. | «Tough on a Tightrope» |           | 4:42         |

| №   | Название                                | Автор(ы)  | Длительность |
| --- | --------------------------------------- | --------- | ------------ |
| 14. | «Spies Like Us»                         | Маккартни | 4:45         |
| 15. | «Once Upon a Long Ago» (длинная версия) | Маккартни | 4:37         |

| №   | Название                             | Автор(ы)  | Длительность |
| --- | ------------------------------------ | --------- | ------------ |
| 16. | «Press» (12" Bevans/Forward dub mix) | Маккартни | 6:31         |

## Участники записи
- Пол Маккартни — бас-гитара, акустическая и электрическая гитары, ведущий вокал
- Neil Jason — бас-гитара
- Eric Stewart — акустическая и электрическая гитары
- Пит Таунсенд — электрогитары
- Карлос Аломар — акустическая и электрическая гитары
- Eddie Rayner — клавишные
- Nick Glennie-Smith — клавишные
- Simon Chamberlain — фортепиано
- Линда Маккартни — клавишные, вокал
- Фил Коллинз — барабаны, перкуссия
- Jerry Marotta — барабаны, перкуссия
- Graham Ward — барабаны, перкуссия
- John Bradbury — барабаны, перкуссия
- Рэй Купер — перкуссия
- Dick Morrissey — тенор-саксофон
- Lenny Pickett — альт-саксофон, тенор-саксофон
- Gary Barnacle — саксофон
- Gavyn Wright — скрипка
- Kate Robbins — harmony vocal
- Ruby James — harmony vocal
- James McCartney — spoken word
- Eddie Klein — spoken word
- John Hammel — spoken word
- Matt Howe — spoken word
- Steve Jackson — spoken word
- Anne Dudley — аранжировки для оркестра
- Тони Висконти — аранжировки для оркестра

### Технический персонал
- Продюсеры: Пол Маккартни и Хью Пэдхам
- Продюсеры бонус-треков на переиздании: Фил Рамон («Once Upon a Long Ago»), Маккартни, Рамон и Пэдхам («Spies Like Us»)
- Инженер звукозаписи: Хью Пэдхам; ассистенты: Tony Clark, Matt Howe, Steve Jackson, Jon Kelly, Peter Mew, и Haydn Bendall
- Микширование: Хью Пэдхам; за исключением «Press», смикшированной Bert Bevans и Steve Forward, и «It’s Not True», смикшированной Julian Mendelsohn. (На CD-переиздании «Once Upon a Long Ago» смикширована Джорджем Мартином.)

## Чарты и сертификации

### Места в чартах
| Страна                  | Чарт (1986)                | Место |
| ----------------------- | -------------------------- | ----- |
| Австралия               | Kent Music Report Chart    | 22    |
| Голландия               | Mega Albums Chart          | 21    |
| Италия                  | Albums Chart               | 10    |
| Япония                  | Oricon LP Chart[A]         | 11    |
| Норвегия                | VG-lista Albums Chart      | 8     |
| Швеция                  | Albums Chart               | 17    |
| Швейцария               | Albums Chart               | 28    |
| Великобритания          | UK Albums Chart            | 8     |
| США                     | Billboard 200              | 30    |
| Западная Германия (ФРГ) | Media Control Albums Chart | 30    |

### Годовые чарты
| Страна | Чарт (1983)  | Место |
| ------ | ------------ | ----- |
| Италия | Albums Chart | 52    |

### Сертификации
| Страна               | Сертификация |
| -------------------- | ------------ |
| Великобритания (BPI) | Золотой      |

Примечания к разделу «Чарты и сертификации»
- A^ До января 1987, в Японии чарт альбомов был разделён на чарты изданий на LP-дисках, CD-дисках и аудиокассетах. Press to Play также попал в чарт аудиокассет на 21-е место, а в чарте CD-дисков достиг в пике 6-го места.